# Gunnera cuatrecasasii
Gunnera cuatrecasasii är en gunneraväxtart som beskrevs av L.E. Mora-osejo. Gunnera cuatrecasasii ingår i släktet gunneror, och familjen gunneraväxter. Inga underarter finns listade.